# Космос-654
Космос-654 је један од преко 2400 совјетских вјештачких сателита лансираних у оквиру програма Космос.
Космос-654 је лансиран са космодрома Тјуратам, Бајконур, СССР, 17. маја 1974. Ракета-носач је поставила сателит у орбиту око планете Земље. 